# Yōichi Kamimaru
Yōichi Kamimaru (japanisch 神丸 洋一 Kamimaru Yōichi; * 30. Juni 1984 in der Präfektur Aichi) ist ein japanischer Fußballspieler.

## Karriere
Kamimaru erlernte das Fußballspielen in der Jugendmannschaft von Nagoya Grampus Eight und der Universitätsmannschaft der Chūkyō-Universität. Seinen ersten Vertrag unterschrieb er 2007 bei Ehime FC. Der Verein spielte in der zweithöchsten Liga des Landes, der J2 League. Für den Verein absolvierte er 11 Ligaspiele. Ende 2008 beendete er seine Karriere als Fußballspieler.